# Сталинская премия за выдающиеся изобретения и коренные усовершенствования методов производственной работы (1946)
В 1946 году были названы лауреаты Сталинской премии за выдающиеся изобретения и коренные усовершенствования методов производственной работы за 1943—1944 годы и за 1945 год в Постановлениях Совета народных комиссаров СССР «О присуждении Сталинских премий: за а) выдающиеся изобретения и б) коренные усовершенствования методов производственной работы за 1943—1944 годы» (опубликовано в газете «Правда» 27 января 1946) и «О присуждении Сталинских премий за: а) выдающиеся изобретения и б) коренные усовершенствования методов производственной работы за 1945 год» (опубликовано в газете «Правда» 27 июня 1946).

## Премии за 1943—1944 годы

### Первая степень
Сумма вознаграждения — 150 000 рублей. В рамках премии внимание уделили 30 разработкам. В целом первой степенью наградили 141 человек.
1. Брилль, Дмитрий Емельянович, Грауэрман, Анатолий Семёнович, Литвинчук, Александр Иосифович, Передерий, Александр Григорьевич, Устименко, Александр Иосифович, инженеры-конструкторы АКБ НКВ СССР, — за создание нового образца артиллерийского вооружения
2. Горлицкий, Лев Израилевич, Кизима, Александр Леонтьевич, Самойлов Сергей Иванович, инженеры Уралмашзавода; Буланов, Алексей Николаевич, Сидоренко, Владимир Николаевич, инженеры завода № 9, Самойлов, Павел Фёдорович, инженер-механик, — за создание САУ
3. Горюнов, Пётр Максимович (посмертно), Воронков, Василий Ефимович, Горюнов, Михаил Михайлович, конструкторы завода № 2; Дегтярёв, Василий Алексеевич, — за создание станкового пулемёта, получившего широкое применение на фронте
4. Грабин, Василий Гаврилович, генерал-лейтенант технических войск, нач. АКБ НКВ СССР, Хворостин, Александр Евгеньевич, Шеффер, Дмитрий Иванович, Назаров Пётр Михайлович — за создание нового образца артиллерии
5. Гринберг, Марк Иосифович, главный конструктор ЛМЗ имени И. В. Сталина, Ривош, Урия Езекиилович (посмертно), бывший инженер завода имени В. И. Ленина, Бузин, Дмитрий Петрович, главный конструктор турбинного завода, Ефремов, Дмитрий Васильевич, главный инженер, Комар, Евгений Григорьевич, главный конструктор завода «Электросила» имени С. М. Кирова, Одинг, Иван Августович, директор ЦНИИТМС, Брицын, Михаил Лукич, зам. главного конструктора завода № 659, — за создание паровой турбины генератора мощностью 100 тысяч л. с., частотой 10 000 об/мин, установленных на ТЭЦ
6. Елян, Амо Сергеевич, Лычёв, Григорий Дмитриевич, Олевский, Марк Зиновьевич, Максимов, Владимир Дмитриевич, Савин, Анатолий Иванович, Бородкин, Константин Васильевич, Гуриков, Алексей Николаевич, Гонор, Лев Робертович, директор завода № 9, Марголин, Давид Михелевич, инженер НИИ № 13, — за коренное усовершенствование технологии и организацию высокопроизводительного поточного метода производства пушек, обеспечившее значительное увеличение их выпуска при снижении расхода металла и уменьшении потребности в рабочей силе
7. Ермолаев, Афанасий Семёнович, Москвин, Григорий Николаевич, Ильин, Константин Николаевич, Шнейдман, Абрам Самуилович, Дедов, Евгений Пантелеймонович, инженеры завода № 100, — за создание нового образца тяжёлого артсамохода
8. Ерофеев, Борис Никонович, главный геолог, Зубрев, Иван Николаевич, Матвеенко, Виктор Тихонович, Флёров, Борис Леонидович, Дубовик, Михаил Михайлович, инженеры-геологи ГРУ Дальстроя, Обручев, Сергей Владимирович, профессор ИГН АН СССР, — за открытие и геологическое исследование месторождений олова на Северо-Востоке СССР, обеспечившие создание сырьевой базы для увеличения отечественного производства олова
9. Зальцман, Исаак Моисеевич, директор, Махонин, Сергей Несторович, главный инженер, Моргулис, Лев Аронович, Хаит, Семён Абрамович, Глазунов, Артём Иванович, Божко, Александр Юлианович, Найш, Михаил Наумович, Кошарновский, Виктор Павлович, инженеры Кировского завода, — за коренное усовершенствование технологии и организацию высокопроизводительного поточного метода производства тяжёлых танков
10. Зерницкий, Мордух Аронович, Одинцов, Анатолий Сергеевич, Пруцков, Николай Петрович, инженеры СКБ НКССП СССР, Терентьев, Василий Петрович, нач. ГУ НКССП СССР, Сокол, Арон Моисеевич, ст. инженер завода № 706, Юрьев, Борис Борисович, бывший главный конструктор завода № 212, — за разработку новой системы приборов управления стрельбой корабельной артиллерии
11. Иванов Илья Иванович, генерал-лейтенант технических войск, Ренне, Константин Константинович, Норкин, Владимир Иванович, Сергеев, Георгий Иванович, инженеры-конструкторы ЦАКБ НКВ СССР, — за создание нового образца танковой пушки
12. Иванов Николай Павлович, главный конструктор завода № 659, Фёдоров Василий Петрович, Еремеев, Александр Сергеевич, инженеры завода «Электросила» имени С. М. Кирова, Ковалёв Николай Николаевич, Грановский, Семён Абрамович, Гамзе, Зельман Маркович, Смирнов, Михаил Иосифович, Дробилко, Георгий Анисимович, Гольдшер, Абрам Яковлевич, Харьков, Николай Иванович, инженеры ЛМЗ имени И. В. Сталина, — за разработку конструкции и технологии производства мощных гидротурбин и генераторов, установленных на Шекснинской и Угличской ГЭС Верхе-Волжского гидроузла
13. Ильюшин, Сергей Владимирович, — за разработку конструкции нового самолёта-штурмовика Ильюшин-10 и коренное усовершенствование штурмовика Ильюшин-2
14. Кабачник, Мартин Израилевич, д. х. н., ст. н. с. ИОХАН, — за разработку метода получения химических веществ, имеющих важное оборонное значение
15. Каржавин, Николай Акимович, ст. геолог, Любимов, Иван Александрович, Смирнов Леонид Николаевич, сотрудники Северо-Уральской бокситовой экспедиции «Союзалюминразведки», Савченко, Платон Панфилович, главный геолог Северо-Уральских бокситовых рудников, Наливкин, Дмитрий Васильевич, ч.- к. АН СССР, профессор ЛГИ, Пейве, Александр Вольдемарович, ст. н. с. ИГНАН, Ходалевич, Анатолий Николаевич, геолог Уральского геологического управления, — за геологические работы, обеспечившие создание сырьевой базы для алюминиевой промышленности на Урале
16. Климов, Владимир Яковлевич, ч.- к. АН СССР, главный конструктор завода № 26, — за создание нового образца авиационного мотора
17. Котельников, Владимир Александрович, Нейман, Иосиф Семёнович, Горелов, Дмитрий Петрович, Трахтман, Авраам Менделевич, Найдёнов, Николай Николаевич, инженеры специальной лаборатории, — за создание новой аппаратуры связи
18. Котин, Жозеф Яковлевич, главный конструктор НКТП СССР, Шашмурин, Николай Фёдорович, Рыбин, Георгий Николаевич, инженеры завода № 100, Каструлин, Николай Владимирович, Старцев, Александр Иванович, Комиссаров, Павел Артемьевич, инженеры завода № 9, — за создание нового образца тяжёлого танка
19. Кузнецов, Леонид Алексеевич, Енгуразов Исмаил Ибрагимович, ст. геологи Нижне-Волжского геологоразведочного треста НКНП СССР, Сенюков, Василий Михайлович, нач. экспедиции Государственного геологического треста «Главнефтеразведка», Можаровский, Борис Александрович, профессор СГУ имени Н. Г. Чернышевского, — за открытие и исследование Елшанского газового месторождения близ Саратова
20. Линник, Владимир Павлович, н. с. ГОИ, — за изобретение новых интерференционных приборов для контроля точности обработки поверхностей изделий
21. Максарев, Юрий Евгеньевич, директор, Кордунер, Лазарь Исаакович (посмертно), Кац, Михаил Эммануилович, главные инженеры, Атопов, Иван Иванович, Портной, Наум Давидович, Гроссман, Рувим Иосифович, Проскуряков, Николай Иванович, инженеры завода № 183, Севбо, Платон Иванович, сотрудник ИЭСАН, — за коренное усовершенствование технологии и организацию высокопроизводительного поточного метода производства средних танков при значительной экономии материалов, рабочей силы и снижении себестоимости
22. Максутов, Дмитрий Дмитриевич, н. с. ГОИ, — за создание новых типов анаберрационных оптических систем, значительно улучшающих качество оптических приборов
23. Минц, Александр Львович, профессор, инженер-полковник, — за разработку схем мощных радиовещательных станций
24. Модель, Зиновий Иосифович, Соболев, Михаил Александрович, Пальмов Николай Николаевич, Брауде, Борух Вульфович, Персон, Соломон Вениаминович, инженеры завода № 327, Копытин, Леонид Алексеевич, инженер Управления НКС СССР, — за создание мощной радиостанции
25. Морозов, Александр Александрович, главный конструктор завода № 183, Таршинов, Михаил Иванович, Кучеренко, Николай Алексеевич, Малоштанов, Алексей Александрович, Черняк, Борис Аронович, Баран, Яков Ионович, инженеры-конструкторы завода № 183, — за разработку конструкции нового танка и коренное усовершенствование существующего среднего танка
26. Петров, Фёдор Фёдорович, главный конструктор, Безусов, Михаил Ефимович, Рыженко, Валентин Александрович, Усенко, Александр Григорьевич, Рыжков, Дмитрий Александрович, инженеры-конструкторы завода № 9, — за создание новой мощной пушки для танков и артсамоходов и за создание новой полевой пушки
27. Полушкин, Фёдор Фёдорович, Базилевич, Александр Васильевич, инженеры ЦКБ № 18 НКССП СССР, Чуфрин, Илларион Иванович, инженер-подполковник, — за разработку конструкции нового типа боевого корабля
28. Смирнов Сергей Сергеевич, академик, ст. геолог ВНИГИ, Косов, Борис Михайлович, главный геолог Главолова, Поляков, Михаил Викторович, главный инженер комбината «Востсиболово», Левицкий, Олег Дмитриевич, ст. н. с. ИГНАН, Лазарев, Александр Зиновьевич, бывший начальник Лифудзинской геолого-поисковой партии, Воларович, Георгий Павлович, нач. отдела треста «Золоторазведка», — за открытие и исследование оловорудных месторождений на Востоке и Юго-Востоке СССР, имеющих большое народнохозяйственное значение
29. Цареградский, Валентин Александрович, начальник, Раковский, Сергей Дмитриевич, Вронский, Борис Иванович, Шаталов, Евгений Трофимович, Шумилов, Пётр Михайлович, инженеры-геологи геологоразведочного Управления Дальстроя, Билибин, Юрий Александрович, ст. н. с. ВНИГИ, — за открытие и исследование новых месторождений золота на Северо-Востоке СССР
30. Яковлев, Александр Сергеевич, ч.-к. АН СССР, — за разработку конструкции нового самолёта-истребителя «Яковлев-3» и коренное усовершенствование истребителя «Яковлев-9»

### Вторая степень
Сумма вознаграждения — 100 000 рублей. В рамках премии были отмечены 40 разработок.
1. Агарков, Егор Прокофьевич, бригадир-электросварщик завода № 200, Федотов, Александр Васильевич, бригадир-сборщик завода № 88, — за применение новых методов организации труда, обеспечивших значительное высвобождение квалифицированной рабочей силы
2. Барышникова, Екатерина Григорьевна, бригадир Первого государственного подшипникового завода имени Л. М. Кагановича, Батурин, Лев Сергеевич, бригадир завода № 217, Шашков, Александр Гаврилович, бригадир завода № 221, Алексеев, Виктор Николаевич, бригадир завода № 45, Красников, Виктор Сергеевич, бригадир завода № 30, Почепцов, Евгений Петрович, бригадир завода № 41, Кожевникова, Мария Андреевна, бригадир Второго государственного подшипникового завода, Сметанин, Александр Александрович, бригадир Московского автозавода имени И. В. Сталина; инициаторы движения по выполнению производственных заданий с меньшим количеством рабочих, — за разработку и применение приспособлений и новых видов инструмента для механической обработки металла и за рационализацию технологии производства, обеспечившие высокую производительность труда
3. Воронов, Савватий Михайлович, главный металлург завода № 95, — за разработку состава и технологии обработки новых лёгких сплавов, получивших широкое применение в самолётостроении
4. Гиммельфарб, Борис Михайлович, главный геолог, Коноплянцев, Алексей Александрович, начальник гидро-геологических работ Горхимкомбината «Каратау», Безруков, Пантелеймон Леонидович, Курман, Исаак Михайлович, н. с. НИИУИ, Машкара, Иван Ильич, ст. геолог Казахского геологического управления, Соколов, Андрей Сергеевич, главный геолог рудника «Шор-Су», — за открытие и геологическое исследование КФБ
5. Гончаров, Сергей Павлович, гл. инженер, Винницкий, Давид Яковлевич, нач. отдела треста «Мосэнергострой», Гурандо, Никандр Иванович, нач. монтажных работ строительства Челябинской ТЭЦ, Сапожников, Фёдор Васильевич, гл. инженер треста «Совэнергострой», — за разработку новых передовых методов скоростного строительства и монтажа котельных агрегатов, осуществлённых при строительстве Челябинской ТЭЦ
6. Деренковский, Абрам Соломонович, сотрудник лётно-исследовательского института НКАП СССР, Пацкин, Айзик Симон-Ицкович, Огрызков, Михаил Иванович, инженеры завода № 217, — за создание нового образца авиационного прицела
7. Казякин, Андрей Ильич, гл. инженер завода № 38, бывший нач. КБ, Матвеев, Игорь Павлович, Чекалин, Василий Иванович, Маркин, Матвей Петрович, Калинин, Иван Данилович, Биткин, Павел Николаевич, Кац, Арнольд Моисеевич, конструкторы Коломенского МСЗ имени В. В. Куйбышева, Левко, Сильвестр Илларионович, конструктор завода «Двигатель революции», Масленков, Михаил Юрьевич, конструктор НИДИ, Арефьев, Евгений Иванович, инженер-капитан 2 ранга, — за создание отечественных образцов мощных и быстроходных дизелей для морских судов
8. Козлов Николай Александрович, Анкинович, Степан Герасимович, Смирняков, Николай Викторович, геологи Казахского геологического управления, Соколов Владимир Алексеевич, геолог Казахского филиала АН СССР, Снопова, Евгения Васильевна, сотрудник Уральского геологического управления, — за открытие и освоение новых месторождений ванадиевых руд в Казахстане
9. Колосков, Александр Иванович, гл. инженер Московского электролизного завода, Якименко, Леонид Маркович, инженер Чирчикского ЭХК имени И. В. Сталина, Генин, Лемель Шевелевич, Соколов Павел Иванович, инженеры ГСПИ № 3, Хомяков, Василий Григорьевич, доцент МХТИ имени Д. И. Менделеева, — за разработку и внедрение в промышленность конструкции электролизеров большой мощности для производства водорода и кислорода
10. Лавочкин, Семён Алексеевич, конструктор ЦКБ № 22, — за создание нового вида авиационного вооружения
11. Ларионов, Иван Александрович, конструктор ЦКБ № 22, — за создание нового типа авиационного двигателя
12. Лисавенко, Михаил Афанасьевич, директор Алтайской зональной опытной плодово-ягодной станции, — за выведение новых ценных плодово-ягодных культур и широкое внедрение их в практику плодоводства на Алтае
13. Литвинов, Виктор Яковлевич, директор, Гутман, Борис Иосифович, Иванов, Константин Григорьевич, Бабакин, Николай Филиппович, Шишов, Павел Петрович, инженеры завода № 1 имени И. В. Сталина, — за коренные усовершенствования технологии сборки самолётов и внедрение высокопроизводительного поточного метода производства, обеспечившие значительное увеличение выпуска самолётов
14. Лорх, Александр Георгиевич, д. с/х н., н. с. ИОХАН, — за выведение и внедрение в практику новых высокоурожайных сортов картофеля «Лорх» и «Коренёвский»
15. Лукашкин, Николай Иванович, гл. инженер Главчерметстроя, Дымшиц, Вениамин Эммануилович, управляющий, Гуревич, Михаил Ефимович, гл. инженер треста «Магнитострой», Шегал, Айзик Вольфович, нач. участка монтажного управления треста «Стальконструкция», Григорьев, Владимир Сергеевич, гл. инженер Южного НИИ по строительству, Рябов, Александр Григорьевич, нач. котельно-ремонтного цеха ММК имени И. В. Сталина, — за разработку новых методов скоростного строительства и монтажа доменных печей, осуществлённых на Чусовском и Магнитогорском металлургических заводах
16. Лурье, Михаил Юдимович, профессор, Михайлов Николай Михайлович, Ворошилов, Анатолий Петрович, н. с. ВТИ имени Ф. Э. Дзержинского, — за разработку и внедрение в промышленность контактного способа сгущения сульфитных щелоков
17. Микулин, Александр Александрович, академик, гл. конструктор, Стечкин, Борис Сергеевич, Туманский, Сергей Константинович, инженеры завода № 300, Флисский, Михаил Романович, гл. конструктор завода № 24, — за создание нового образца авиационного мотора и за коренное усовершенствование существующего авиамотора
18. Молдавский, Борис Львович, профессор, Маслянский, Гдаль Носонович, Скобло, Александр Ионович, Макаров, Сергей Константинович, Камушер, Генриетта Давидовна, н. с. ЦНИИАТМ, — за разработку нового метода получения важных химических продуктов из нефтяных фракций
19. Мусинянц, Гурген Мкртичевич, профессор ЦАГИ имени Н. Е. Жуковского, — за создание новых приборов для аэродинамических испытаний самолётов
20. Найман, Исаак Маркович, Закощиков, Александр Павлович, Клименко, Георгий Константинович, Туриков, Георгий Владимирович, инженеры НИИ № 6, Франкфурт, Самуил Григорьевич, генерал-майор инж.-арт. службы, — за разработку и внедрение в промышленность нового вида сырья для производства порохов, обеспечившего значительное увеличение выпуска боеприпасов
21. Рудяк, Евгений Георгиевич, Попов Николай Александрович, Розенберг, Вера Михайловна, Флоренский, Андрей Александрович, Минкин, Иосиф Самойлович, Апокин, Григорий Иванович, Гаврилов, Александр Гаврилович, инженеры, Волосатов, Георгий Павлович, инженер-конструктор ЦАКБ НКВ СССР, Сулимовский, Николай Александрович, инженер-капитан 2 ранга, Дукельский, Александр Григорьевич, инженер ЦКБ № 19, — за разработку конструкции новых образцов морского артиллерийского вооружения
22. Ступников, Сергей Данилович, гл. инженер Гипрохима, Кузьминых, Иван Николаевич, профессор МИХМС, Малин, Константин Михайлович, н. с. НИИУИФ, — за разработку и внедрение в промышленность методов интенсификации производства серной кислоты
23. Судаев, Алексей Иванович, инженер-майор — за создание нового образца автоматического пистолета-пулемёта ППС-43
24. Теверовский, Иосиф Григорьевич, Шершень, Леонид Генрихович, Гуревич, Зиновий Захарович, Емельянов, Сергей Алексеевич, инженеры НИИ № 13, Кулаков, Николай Тимофеевич, начальник, Зверев, Александр Иванович, Геварков, Андрей Осипович, инженеры ГСКБ № 47, — за создание нового образца миномёта и боеприпасов к нему
25. Тер-Маркарян, Арутюн Мкртчян, гл. инженер завода № 153, Поплавко-Михайлов, Михаил Васильевич, нач. лаборатории ВНИИАМ, — за коренное усовершенствование технологии сварки самолётных конструкций, обеспечившее значительное увеличение выпуска самолётов
26. Тимофеев, Пётр Васильевич, профессор, Красовский, Валерьян Иванович, Архангельский, Вячеслав Иванович, Ратнер, Ефим Самойлович, н. с. ВНИЭТИ, Царицын, Михаил Алексеевич, н. с. ГНИС, — за создание новых типов оптических приборов
27. Трашутин, Иван Яковлевич, Вихман, Израиль-Яков Ерухимович(Яков Ефимович), Мексин, Моисей Абрамович, Саблев, Павел Ефимович, инженеры Кировского завода, — за создание танковых дизель-моторов
28. Туманов, Алексей Тихонович, генерал-майор инж.-ав. службы, начальник ВИАМ, Акимов, Георгий Владимирович, ч.-к. АН СССР, Лиференко, Иван Григорьевич, Кульков, Василий Филиппович, Киселёв, Алексей Александрович, н. с. ВНИИАМ, Култыгин, Василий Семёнович, нач. Центральной лаборатории завода «Электросталь», Ферин, Михаил Алексеевич, гл. металлург завода № 26, — за разработку и внедрение в производство нового жаростойкого сплава для клапанов авиамоторов, заменяющего дефицитные цветные металлы
29. Файнштейн, Арон Самуйлович, нач. лаборатории Ленинградского института пластмасс, Езриелев, Илья Моисеевич, научный руководитель лаборатории завода «Карболит», Зискин, Гирш Лейбович, Шульман, Зуся Давидович, работники завода К−4; Хвиливицкий, Рафаил Яковлевич, Зверев, Борис Петрович, работники завода № 148, Ерофеев, Борис Васильевич, Гудинов, Матвей Матвеевич, н. с. ВНИИАМ, — за создание и освоение в промышленности отечественного органического стекла, получившего применение для производства прозрачной авиационной брони
30. Федюшин, Алексей Михайлович, Киселёв, Дмитрий Иванович, Селиванов, Сергей Александрович, Троянов, Леонид Алексеевич, Блинков, Алексей Николаевич, инженеры завода № 50, — за создание новых механизмов и приборов, обеспечивших организацию высокопроизводительного поточного метода производства боеприпасов
31. Филянский, Константин Дмитриевич, ст. зоотехник ГУ племенных овцесовхозов НК совхозов СССР, — за выведение новой высокопродуктивной породы мериносовых овец «Кавказский рамбулье»
32. Хренов, Константин Константинович, д. ч. АН УССР, профессор МВТУ имени Н. Э. Баумана, — за научную разработку и внедрение методов электросварки и резки металла под водой, нашедших широкое применение при восстановлении ж/д мостов и ремонте военных кораблей
33. Цукерман, Вениамин Аронович, Альтшулер, Лев Владимирович, ст. н. с. ИМАН, — за изобретение методов мгновенного фотографирования рентгеновскими лучами и их применение к исследованию процессов взрыва и удара
34. Черняев, Илья Ильич, академик, директор, Лебединский, Вячеслав Васильевич, Звягинцев, Орест Евгеньевич, Пшеницын, Николай Константинович, Рубинштейн, Абрам Михайлович, н. с. ИОНХАН имени Н. С. Курнакова, Голованов, Юрий Николаевич, гл. инженер, Селиверстов, Николай Степанович, Степанов Александр Иванович, инженеры Красноярского аффинажного завода, — за разработку и внедрение в производство технологии получения металлов платиновой группы из сульфитных медно-никелевых руд
35. Шабаров, Николай Васильевич, ст. геолог ВНИГИ, — за открытие и геологическое исследование Восточно-Ферганского угольного района
36. Шварц, Борис Аронович, руководитель НИЛ, — за изобретение новых приборов связи
37. Швецов, Аркадий Дмитриевич, гл. конструктор завода № 19, — за создание нового образца авиационного мотора
38. Шиф, Михаил Александрович, инженер-капитан, Титов, Георгий Алексеевич, гл. инженер завода № 706, Сигачёв, Николай Иванович, начальник, Ростовцев, Степан Прокофьевич, нач. отдела НИГГШИ, Солоденов, Алексей Евгеньевич, Остряков, Николай Николаевич, конструкторы КБ НССП СССР, — за разработку конструкции малогабаритного гирокомпаса
39. Щукин, Михаил Николаевич, Терентьев, Леонид Леонидович, инженер завода № 38, — за разработку конструкции лёгкого артсамохода
40. Юрьев, Борис Николаевич, академик, генерал-лейтенант инж.-ав. службы, профессор ВВА имени Н. Е. Жуковского, Братухин, Иван Павлович, гл. конструктор особого КБ НКАП СССР, — за создание нового типа самолёта-геликоптера

### Третья степень
Сумма вознаграждения — 50 000 рублей. В рамках премии были отмечены 73 изобретения.
1. Агроскин, Анатолий Абрамович, Чернышёв, Андрей Борисович, Григорьев, Степан Макарович, Питин, Рафаил Николаевич, н. с. ЭНИАН, Судья, Пётр Александрович, зам. директора ММК имени И. В. Сталина, Аронов, Самуил Григорьевич, н. с. Украинского углехимического института, — за разработку и внедрение в производство метода повышения производительности коксохимических заводов
2. Ассонов, Александр Денисович, зам. гл. металлурга, Прядилов, Виталий Иванович, инженер Московского автозавода имени И. В. Сталина, — за разработку и внедрение в производство нового метода ускоренного отжига белого чугуна, обеспечивающего значительное сокращение цикла производства и расхода топлива
3. Багдасаров, Андрей Аркадьевич, директор, Дульцин, Марк Соломонович, Розенберг, Григорий Яковлевич, н. с. ЦНИИГПК; Балаховский, Сергей Данилович, профессор ИБХАН, — за разработку метода получения сухой плазмы и сухой сыворотки крови, получивших широкое применение в медицинской практике, особенно во фронтовых лечебных учреждениях
4. Бакаев, Александр Семёнович, Спориус, Алексей Эмильевич, инженеры завода № 512; Гальперин, Давид Израилевич, инженер завода № 577, — за коренное усовершенствование технологии производства порохов
5. Баум, Филипп Абрамович, инженер-полковник, Левкович, Николай Александрович, инженер-полковник, Михайлов Михаил Иванович, инженер-подполковник, Ждановский, Владимир Алексеевич, инженер ЦКБ № 22, Мусселиус, Ричард Владимирович, Королёв, Сергей Никанорович, бывшие сотрудники АНИМИ, — за разработку нового типа взрывчатого вещества для снаряжения взрывателей
6. Белов Александр Фёдорович, директор, Бобовников, Николай Дмитриевич, Ливанов, Владимир Александрович, Москаленко, Николай Данилович, инженеры завода № 150, — за создание машины для литья крупных листовых слитков из лёгких сплавов
7. Бобков, Сергей Семёнович, ст. н. с., Зайцев, Виктор Григорьевич, н. с. ГНИИ № 42 НКХП СССР; Замараев, Илья Кириллович, инженер НКХП СССР, Кузьминов, Павел Ильич, майор ГБ, — за разработку новой технологии получения химического продукта, имеющего важное оборонное значение
8. Богомильская, Евгения Петровна, зам. гл. инженера Московского комбината твёрдых сплавов, Матусевич, Шифра Израилевна, инженер завода № 4 треста твёрдых сплавов, Семеновых, Иван Михайлович, инженер завода № 521, Кириченко, Иван Диомидович, гл. инженер, Бобров, Яков Родионович, нач. лаборатории ЦНИИчермет имени И. П. Бардина, — за разработку и внедрение в производство нового метода получения ферровольфрама и вольфрама из шеелитовых концентратов
9. Бреховских, Феодосий Максимович, гл. инженер, Малинин Александр Николаевич, Мельницкий, Александр Николаевич, Бочкарёв, Леонид Михайлович, Бердников, Аркадий Евгеньевич, инженеры комбината «Южуралникель», — за разработку и внедрение нового метода форсированной плавки агломерата из окисленных никелевых руд, обеспечившего значительное увеличение выплавки никеля
10. Вейнгеров, Марк Леонидович, профессор ГОИ, — за изобретение оптико-акустического метода экспрессного газового анализа
11. Виноградов, Вениамин Михайлович, инженер ГСКБ № 47, Истомин, Глеб Алексеевич, Сафронов, Лев Тимофеевич, сотрудники НИИ ВВС РККА; Стратонова, Татьяна Александровна, бывший н. с. НИКФИ, Вернидуб, Иван Иванович, инженер НИИ № 6, — за создание новых приборов для ночного фотографирования с самолёта, получивших широкое применение на фронте
12. Гармаш, Дарья Матвеевна, бригадир, Афиногенов, Николай Тимофеевич, пом. бригадира тракторной бригады Рыбновской МТС Рязанской области, — за коренное усовершенствование методов эксплуатации колёсных тракторов, обеспечивших пятикратное увеличение сезонной нормы выработки тракторов при большой экономии горючего и при высоком качестве работ
13. Гивартовский, Роман Бенедиктович, Плевако, Екатерина Аркадьевна, н. с. НИЛ бродильной промышленности НКПП РСФСР, Гутгерц, Николай Иванович, гл. инженер Тульского ЛВЗ, Малков, Або Маркович, н. с. ВНИИГССП, Мазур, Лев Ефимович, директор, Изрин, Адольф Исаевич, инженер ЛКФ имени А. И. Микояна, — за разработку и внедрение в промышленность метода получения белковых дрожжей из непищевого сырья
14. Гиндинсон, Соломон Савельевич, гл. инженер, Болтушкин, Владимир Петрович, Палладин, Николай Иванович, инженеры завода № 74, Каценбоген, Борис Яковлевич, доцент МВТУ имени Н. Э. Баумана, Фишер, Абрам Яковлевич, гл. инженер завода № 622, — за коренное усовершенствование технологии и организацию высокопроизводительного поточного метода производства стрелкового вооружения, обеспечившего резкое увеличение выпуска продукции при значительном снижении себестоимости и сокращении потребности в рабочей силе
15. Доронин, Николай Дмитриевич, Доронин, Владимир Дмитриевич, гв. инженер-майоры, Доронин, Анатолий Дмитриевич, гв. ст. лейтенант, — за создание новых типов парашютных приборов, нашедших широкое применение в воздушно-десантных операциях РККА
16. Жданов, Константин Иванович, гл. конструктор завода № 35, Бас-Дубов, Синой Шмеркович, гл. конструктор завода № 27, Заславский, Генрих Моисеевич, гл. конструктор завода № 467, — за создание и внедрение в серийное производство винтов для штурмовиков и истребительной авиации
17. Жемочкин, Дмитрий Николаевич, инженер ЦНТИКОП, Басс, Исаак Беркович, профессор МТИЛП имени Л. М. Кагановича, Александров, Виталий Николаевич, тех. руководитель Рыбинского кожзавода, Френкель, Мордухай Данилович, гл. инженер Новосибирского завода жёстких кож, — за коренное усовершенствование технологического процесса дубления кож, в результате чего достигнута экономия производственных площадей и увеличение производительности кожевенных заводов
18. Займовский, Александр Семёнович, профессор НТИ № 627, Лившиц, Борис Григорьевич, профессор ВНИИАМ, Нашекин, Константин Васильевич, нач. литейного завода № 306, — за разработку новых сплавов для постоянных магнитов, нашедших широкое промышленное применение
19. Золотницкий, Всеволод Александрович, ст. н. с. Дальневосточного ИЗЖ, — за выведение ценных высокоурожайных сортов сои
20. Иванов Николай Павлович, Радевич, Павел Григорьевич, инженеры НИИИ РККА, Эпов, Борис Александрович, инженер-подполковник, — за изобретение новых типов мин, получивших широкое применение на фронте
21. Игнатьев, Александр Дмитриевич, ст. инженер, Гуркин, Леонид Петрович, бывший сотрудник лаборатории центрального телеграфа СССР, Козлов, Георгий Петрович, инженер-майор, — за разработку конструкции мощного буквопечатающего телеграфного аппарата
22. Коноплёв, Борис Михайлович, нач. лаборатории, Курбатов, Валентин Михайлович, инженер НИИ № 20, Селицкий, Михаил Фёдорович, инженер-подполковник, Кисляков, Лев Николаевич, Зельцер, Борис Соломонович, инженер ГУСМП, Горелейченко, Анатолий Владимирович, Суражский, Давид Яковлевич, инженеры ЦКБ ГУ ГМС РККА, Мальцев, Михаил Николаевич, инженер Арктического института, — за создание новых типов автоматических радиометеорологических станций, получивших применение в Арктике и на фронтах Отечественной войны
23. Королёв, Сергей Иванович, рабочий-изобретатель, — за изобретение машин для производства стеклянных трубок
24. Костоловский, Георгий Иванович, Хамкин, Илья Андреевич, Буртов, Александр Ильич, Каплицкий, Цемах Лейбович, инженеры завода № 251, Заведеев, Иван Иванович, инженер-капитан 2 ранга, — за создание нового прибора для кораблей ВМФ
25. Куприянов, Борис Васильевич, гл. инженер, Волков, Ефим Сергеевич, Протопопов, Борис Дмитриевич, Иванькин, Пётр Алексеевич, Филиппов, Дмитрий Александрович, Мюрисеп, Василий Александрович, работники завода № 21, — за коренное усовершенствование технологии и организации высокопроизводительного поточного метода производства самолётов, обеспечившие значительное повышение производительности труда на самолётостроительных заводах и увеличение выпуска самолётов
26. Лебедев, Борис Петрович, Кушнер Зиновий Юльевич, Лапин, Иван Петрович, Стрельников, Пётр Иванович, инженеры ЭНИМС, — за разработку конструкций агрегатных станков для заводов серийного машиностроения
27. Левин, Моисей Натанович, нач. кислотно-солевого сектора «Гипрохима», Сосновский, Николай Павлович, инженер ЦНИИАТМ, Слинько, Михаил Гаврилович, инженер-капитан, Елагин, Григорий Яковлевич, нач. цеха Воскресенского химкомбината, — за разработку и внедрение в промышленность нового мощного контактного аппарата для производства серной кислоты
28. Лилье, Владимир Константинович, Павлов Александр Павлович, инженеры завода № 571, Александров, Николай Владимирович, Шишков, Афанасий Михайлович, сотрудники Арткомитета РККА, — за создание нового типа минного взрывателя
29. Лихачёв, Николай Викторович, зав. вирусной лабораторией ВГНКИ, — за изобретение и внедрение в практику ветеринарии новой вакцины против оспы овец
30. Лобов, Иван Васильевич, начальник, Резвяков, Александр Михайлович, гл. инженер ЦТУ НКС СССР, Абенэ, Владимир Андреевич, ст. техник-лейтенант, Гельфанд, Маркус Вольфович, инженер-майор, — за коренную реконструкцию станций проводной связи
31. Логинов, Борис Георгиевич, научный руководитель ЦНИЛ Башнефтеобъединения, Максимов, Михаил Иванович, инженер техотдела НКНП СССР, Новиков, Михаил Михайлович, нач. отдела Главнефтедобычи, Колодяжный, Юрий Александрович, научный руководитель лаборатории ВННИИ, Титков, Николай Иосафович, — за разработку и внедрение в производство комплексного метода обработки нефтяных скважин, обеспечивающего значительное увеличение добычи нефти
32. Лодкин, Сергей Иванович, Иконников, Евгений Павлович, Рафаилович, Георгий Николаевич, Смирнов Александр Фёдорович, инженеры-конструкторы завода № 172, — за разработку конструкции новых образцов морского артиллерийского вооружения
33. Люскова, Александра Евгеньевна, заведующая, Короткова, Лидия Николаевна, Аносова, Анна Ивановна, свинарки свиноводческой фермы «Будённовец» Вологодской области, — за коренное усовершенствование методов выращивания и откорма свиней, в результате чего достигнуты в течение ряда лет выдающиеся успехи в получении мясной продукции
34. Мазлумов, Аведикт Лукьянович, зав. отделом селекционной станции, — за выведение нового высокоурожайного сорта сахарной свёклы «Рамонская 1537» с повышенной сахаристостью
35. Мальцев, Терентий Семёнович, зав. хатой-лабораторией колхоза «Заветы Ильича» Шадринского района Курганской области, — за улучшение сортов зерновых и овощных культур и за разработку и внедрение в сельское хозяйство передовых агротехнических методов земледелия, обеспечивших получение высоких урожаев в условиях засушливого Зауралья
36. Мамедалиев, Юсуф Гейдарович, профессор АзГУ имени С. М. Кирова, — за разработку нового метода получения высокооктановых добавок к авиационным топливам
37. Маньковский, Григорий Ильич, главный инженер, Мещеряков, Фёдор Дмитриевич, Солодовников, Дмитрий Васильевич, работники треста «Шахтспецстрой», — за разработку и внедрение в производство нового способа бурения шахт диаметром 5 метров
38. Матвеев, Леонид Петрович, Тимаков, Иван Алексеевич, Будылин, Анатолий Петрович, Эйгенброт, Илья Моисеевич, инженеры НИИ № 400; Скворцов, Иван Алексеевич, инженер-капитан 2 ранга, Сухоруков, Виктор Тимофеевич, инженер НИИМТИ, — за создание нового образца морского вооружения
39. Мицнер, Исаак Самуилович, начальник отдела, Беляев, Иван Артемьевич, инженер завода № 590, Захватошин, Константин Васильевич, ст. инженер ГУ НЭП СССР, Саводник, Александр Владимирович, Обломов, Александр Фёдорович, инженеры НИИС РККА, — за разработку новых типов радиостанций (см. РБМ (радиостанция))
40. Могилевский, Алексей Алексеевич, гл. механик шахты имени И. В. Сталина комбината «Кузбассуголь», Ладыгин, Александр Михайлович, инженер «Гипроуглемаш», Родионов, Георгий Викторович, инженер Новосибирского филиала «Гипроуглемаш», — за разработку конструкции и внедрение в промышленность буросбоечной машины
41. Мугалёв, Павел Михайлович, полковник, Герой Советского Союза, — за создание минного трала для танков, нашедшего широкое применение на фронтах Отечественной войны
42. Нехендзи, Юлиан Аркадьевич, профессор, Балалин, Вениамин Алексеевич, Хмелевский, Роман Григорьевич, инженеры ЦНИИ № 48; Шкабатура, Юрий Павлович, Кузин, Роман Петрович, инженеры Уралмашзавода; Судакин, Яков Абрамович, зам. нач. металлургического отдела НКТП СССР — за разработку и внедрение в производство новой технологии отливки башен тяжёлых танков, обеспечившей значительное увеличение и выпуска танков
43. Николаев Сергей Михайлович, гл. конструктор, Агнцев, Валентин Александрович, Сакин, Иосиф Львович, Скаржинский, Дмитрий Францевич, инженеры завода № 69, Александров, Владимир Фёдорович, сотрудник Арткомитета РККА, — за создание новых и модернизацию существующих оптических прицелов для танков
44. Ольшевский, Всеволод Юрьянович, Усаковский, Моисей Шевелевич, инженеры завода № 12, — за коренное усовершенствование технологии и организацию высокопроизводительного поточного метода снаряжения боеприпасов, обеспечившие значительное увеличение выпуска продукции и повышение производительности труда
45. Поджаров, Павел Кузьмич, забойщик шахты № 2 «Капитальная» треста «Сталинуголь», Голоколосов, Лука Тимофеевич, забойщик шахты № 28 «Венгеровка» треста «Фрунзеуголь», Ерёменко, Степан Исаевич, проходчик Высокогорского рудоуправления, — за внедрение новых передовых методов организации труда в горнорудной промышленности, обеспечивших значительное повышение добычи угля и руды
46. Пономарёв, Валерий Карнельевич, Мурашёв, Николай Иванович, инженеры ЦКБ № 22, — за создание нового типа взрывателя
47. Постовский, Исаак Яковлевич, профессор УИИ имени С. М. Кирова, — за работы по синтезу сульфаниламидных препаратов
48. Прохоров, Фёдор Георгиевич, Янковский, Казимир Александрович, Кострикин, Юрий Максимович, инженеры ВТИ имени Ф. Э. Дзержинского, — за разработку новых методов умягчения и обессоливания воды органическими веществами
49. Путилова, Ия Николаевна, доцент МГУ имени М. В. Ломоносова, Балезин, Степан Афанасьевич, профессор МГПИ имени В. И. Ленина, Баранник, Валерий Павлович, ассистент МГУ имени М. В. Ломоносова, Арунов, Рубен Иванович, руководитель лаборатории треста «Нефтемаслозаводы», — за создание и внедрение в практику новых препаратов-ингибиторов, защищающих металлы от воздействия кислот
50. Пшеничнов, Алексей Васильевич, профессор, Райхер, Борис Иосифович, доцент Молотовского ГМИ, — за разработку нового метода изготовления вакцины против сыпного тифа
51. Рабинович, Самуил Исаакович, гл. конструктор, Гельперин, Вениамин Бевезович, Кронгауз, Юлий Семёнович, Чертин, Александр Михайлович, Перлин, Александр Григорьевич, инженеры завода № 624, — за создание высоковольтных грозоупорных трансформаторов
52. Рагинский, Борис Александрович, Асан-Нури Абдулла оглы, Тимофеев, Николай Степанович, Кершенбаум, Яков Маркович, инженеры НКНП СССР, Сафаров, Юсуф Али Гули, гл. инженер треста морского бурения Азнефти, — за разработку конструкции и методов скоростного строительства вышек для бурения нефтяных скважин на суше и на море
53. Рискин, Василий Яковлевич, нач. лаборатории, Андрюшин, Александр Иосифович, директор Московского комбината твёрдых сплавов, Жильцов, Сергей Родионович, инженер треста твёрдых сплавов, Зубкова, Людмила Александровна, директор завода № 522, — за создание новых образцов боеприпасов и разработку технологии их производства
54. Рогозин, Исаак Иосифович, полковник мед. сл., — за разработку и внедрение в широкую медицинскую практику нового метода активной иммунизации против столбняка
55. Ромм, Эммануил Ильич, профессор ВТИ имени Ф. Э. Дзержинского, Ноев, Владимир Николаевич, нач. водно-котельного цеха треста «ОРГЭС», — за разработку и внедрение в практику эксплуатации паровых котлов метода ступенчатого испарения, дающего большую экономию топлива
56. Святухин, Василий Владимирович, нач. цеха, Рукавишников, Анатолий Иванович, гл. инженер Чернореченского химзавода, Болотов, Борис Александрович, инженер-капитан, Бомштейн, Евгений Исакович, гл. инженер Главазота, Рубинштейн, Наум Александрович, инженер ГИАП, — за разработку и промышленное освоение новой технологии производства химического продукта
57. Семёнов, Виталий Семёнович, инженер-капитан, Обухов, Яков Андреевич, инженер-подполковник, Викторов, Николай Васильевич, гл. конструктор ЦНИИГАиК, — за изобретение нового образца аэрофотоаппарата
58. Смольянинов, Николай Алексеевич, профессор МГРИ имени С. Орджоникидзе, Нечелюстов, Николай Васильевич, гл. инженер, Бирюков, Василий Михайлович, нач. поисково-разведочной партии, Пуркин, Александр Владимирович, гл. геолог треста «Средазцветметразведка», — за открытие, исследование и освоение вольфрамовых месторождений Средней Азии
59. Соколов, Александр Георгиевич, инженер проектной конторы, Господарский, Александр Акимович, бывший сотрудник треста «Стальконструкция», Пономарёв, Николай Сергеевич, управляющий трестом «Стройтехмонтаж», Савицкий, Георгий Адольфович, инженер завода № 327, — за разработку новых конструкций радиобашен большой высоты
60. Соловьёв Александр Павлович, Егоров, Сергей Алексеевич, инженеры ЦКБ № 18 НКССП СССР, — за изобретение нового вида морского вооружения
61. Суржин, Кирилл Николаевич, начальник, Бобров, Артур Абрамович, Кузин, Евгений Николаевич, Мороз, Григорий Семёнович, сотрудники лаборатории ЦАГИ имени Н. Е. Жуковского, — за разработку новой аппаратуры для измерения усилий и деформаций в элементах авиационных конструкций
62. Тихомиров Виктор Васильевич, Вольперт, Амиэль Рафаилович, Викторов, Николай Александрович, Буданов, Роман Семёнович, инженеры НИИ № 20, Куксенко, Павел Николаевич, инженер-подполковник, Мигулин, Владимир Васильевич, инженер-капитан, — за создание нового типа радиоаппаратуры
63. Тудоровский, Александр Илларионович, ч.-к. АН СССР, Волосов, Давид Самуилович, Слюсарев, Георгий Георгиевич, Царевский, Евгений Николаевич, Яхонтов, Евгений Григорьевич, н. с. ГОИ, — за разработку конструкций и расчёт новых типов аэрофотообъективов, давших значительное повышение эффективности аэрофоторазведки
64. Усюкин, Иван Петрович, профессор МИХМС, Кожевников, Георгий Никитович, начальник ГУ, Левин, Самуил Наумович, инженер НКБП СССР, Лабзин, Григорий Яковлевич, инженер завода № 59, — за разработку методов интенсификации производства взрывчатых веществ, обеспечивших значительное увеличение выпуска военной продукции при снижении расхода химикалий
65. Фёдоров Павел Сергеевич, Фёдоров, Михаил Сергеевич, Колчинский, Виктор Ионович, инженеры завода № 29, Газезьян, Левон Никитич, гл. металлург НКАП СССР, — за создание специальных литейных машин, обеспечивающих значительное увеличение выпуска и улучшение качества деталей авиационных моторов при большой экономии материалов и снижении стоимости продукции
66. Цибульчик, Михаил Антонович, управляющий Южно-Уральской геолого-разведочной конторой, Рудницкий, Иосиф Леонтьевич, гл. геолог Орского металлургического комбината, Гинзбург, Илья Исаакович, н. с. ИГНАН, Глазковский, Александр Александрович, гл. геолог Главникелькобальта, Ульянов, Дмитрий Григорьевич, бывший н. с. ВНИИМС, — за открытие месторождений никелевых руд и геологические работы, обеспечивающие создание сырьевой базы для Южно-Уральского никелевого завода
67. Цирульников, Михаил Юрьевич, Кудрявцев, Василий Владимирович, Волков, Анатолий Алексеевич, инженеры завода № 172, — за создание и освоение в производстве новых образцов артиллерийского вооружения
68. Чёрный, Игорь Николаевич, Тельтевский, Игорь Алексеевич, Вентман, Леопольд Александрович, Файерман, Гдалий Файвелевич, н. с. ГОИ, — за изобретение нового войскового оптического прибора
69. Шарков, Василий Иванович, профессор ВНИИГП, Мартыненко, Константин Дмитриевич, гл. инженер «Гипролесоспирта», Чепиго, Сергей Владимирович, гл. инженер, Иванов Иван Павлович, инженер технического отдела ГУ сульфитно-спиртовой и гидролизной промышленности при СНК СССР, — за разработку и внедрение в промышленность нового метода производства этилового спирта из древесины
70. Шильдкрот, Мендель Аббович, управляющий трестом № 22, Сахно, Александр Спиридонович, нач. строительства мартеновского цеха ЧПТЗ, Чудан, Михаил Иванович, нач. монтажного управления треста «Стальконструкция», — за разработку новых методов скоростного строительства мартеновских цехов, осуществлённых на ЧПТЗ
71. Шнирман, Георгий Львович, зав. лабораторией электроизмерений ИМАН, Слюдников, Авраам Наумович, инженер НИИ ВВС РККА, — за разработку новых методов и аппаратуры для исследования крутильных колебаний при испытаниях авиационных двигателей
72. Щедровицкий Пётр Георгиевич, нач. НИИТОПАМ, Лепилов, Александр Павлович, начальник, Радецкий, Константин Константинович, гл. инженер управления строительства, Абрамович, Иосиф Исаакович, доцент МАИ имени С. Орджоникидзе, Левонтин, Натан Борисович, гл. конструктор-строитель Гипроавиапрома, Чикин, Михаил Александрович, зам. гл. инженера специального проектного бюро, — за разработку проекта и коренное усовершенствование методов строительных работ, обеспечивших скоростное строительство авиационных заводов
73. Щукарев, Борис Александрович, гл. технолог, Тараничев, Пётр Фёдорович, Ганиченко, Георгий Евдокимович, Мирский, Гилярий Абрамович, Болотин, Аврам Иосифович, Бомштейн, Зиновий Давыдович, инженеры МССЗ «Красный пролетарий», — за коренное усовершенствование технологии и организацию высокопроизводительного поточного метода производства станков, обеспечившие значительный рост производительности труда при резком сокращении потребности в оборудовании

## Премии за 1945 год

### Первая степень
Сумма вознаграждения — 150 000 рублей. В рамках премии внимание уделили 4 разработкам.
1. Духов, Николай Леонидович, Троянов, Лев Сергеевич, Балжи, Михаил Фёдорович, Кручёных, Георгий Васильевич, Торотько, Владимир Иосифович, инженеры Кировского завода и завода № 100, — за создание конструкции танка ИС-1 и коренное усовершенствование существующего танка
2. Конев, Анисим Кузьмич, главный инженер Узбекского геологического управления, Куразова, Юлия Павловна, геолог Западно-Казахстанского геологического управления, Полуренко, Юрий Георгиевич, геолог Актюбинского комбината, — за открытие и исследование южно-кемписайских месторождений хромитовых руд
3. Мальцев, Михаил Васильевич, Золоев, Татаркан Магометович, геологи треста «Туймазнефть», Трофимук, Андрей Алексеевич, главный геолог, Кувыкин, Степан Иванович, начальник объединения «Башнефть», Рыжов, Геннадий Михайлович, Мустафинов, Ахмед Нюрмухамедович, главные геологи объединения «Куйбышевнефть», Квиквидзе, Ираклий Самсонович, главный геолог треста «Ставропольнефть», Ткаченко, Иван Семёнович, управляющий трестом «Сызраньнефть», Чепиков, Константин Романович, ст. н. с. ИГНАН, — за открытие месторождений девонской нефти в восточных районах СССР
4. Петров, Фёдор Фёдорович, Кернер, Давид Борисович, Воронин, Михаил Андреевич, Кострулин, Николай Григорьевич, инженеры завода № 9, Соколов, Михаил Константинович, инженер-подполковник, — за разработку конструкции новой пушки

### Вторая степень
Сумма вознаграждения — 100 000 рублей. Премией были отмечены 23 разработки.
1. Андрианов, Кузьма Андрианович, Грибанова, Ольга Ивановна, н. с. ВЭИ, — за разработку методов получения кремнеорганических соединений, имеющих важное практическое значение
2. Бальмонт, Владимир Александрович, Баканова, Евгения Владимировна, н. с. Казахского НИИ животноводства, Пшеничный, Алексей Петрович, ст. зоотехник колхоза «Весёлая жизнь» Алма-Атинского района КССР, — за выведение новой породы тонкорунных овец «Казахская тонкорунная»
3. Белов Николай Иванович, ст. н. с. НИИ № 20, — за разработку новой аппаратуры связи
4. Ванюков, Владимир Андреевич, профессор МИЦМиЗ, — за коренное усовершенствование метода плавки медных руд Казахстана
5. Гаспарян, Арцруни Мартиросович, инженер завода № 742, — за коренное усовершенствование технологии производства соляной кислоты
6. Гринштейн, Акива Соломонович, Лукин, Фёдор Викторович, Балаян, Ашот Карапетович, Денисов, Арсений Иванович, Кузовкин, Василий Александрович, Сараев, Василий Петрович, Гаврилов, Василий Иванович, Егоров-Кузьмин, Александр Степанович, Налимов, Михаил Алексеевич, Синицын, Павел Афанасьевич, инженеры НИИ № 10, — за создание РЛС
7. Жербин, Савва Михайлович, Рис, Владимир Фёдорович, Репин, Борис Михайлович, Кантор, Соломон Абрамович, инженеры Невского МСЗ имени В. И. Ленина, — за создание отечественных конструкций мощных турбомашин для металлургической промышленности
8. Зайчик, Герцель Ильич, Кристи, Михаил Константинович, Левин, Кива Гершович, Крейнес, Михаил Александрович, н. с. МВТУ имени Н. Э. Баумана, — за разработку конструкции новых механизмов управления танком
9. Зелинский, Николай Дмитриевич, академик, Шуйкин, Николай Иванович, Новиков, Сергей Сергеевич, н. с. ИОХАН, — за разработку нового метода получения ароматических углеводородов
10. Кравец, Торичан Павлович, ч.- к. АН СССР, Гороховский, Юрий Николаевич, Гилев, Степан Семёнович, Чёрный, Игорь Николаевич, Бурмистров, Феоктист Лаврентьевич, Киреев, Георгий Иванович, н. с. ГОИ, — за разработку новой системы и приборов для определения чувствительности фотоэмульсий
11. Красильщиков, Пётр Петрович, Свищёв, Георгий Петрович, н. с. ЦАГИ имени Н. Е. Жуковского, — за создание новых крыловых профилей для скоростных самолётов
12. Кузнецов Виктор Иванович, Либуркин, Залман Шевелевич, инженеры СКБ МССП СССР, — за создание новых приборов управления стрельбой корабельной артиллерии
13. Лазаренко, Борис Романович, Лазаренко, Наталия Иоасафовна, н. с. НИИ № 627, — за изобретение электроискрового способа обработки металлов
14. Лукьяненко, Павел Пантелеймонович, зам. директора Краснодарской государственной селекционной станции, — за разработку новых методов селекции с/х культур и за выведение новых высокоурожайных сортов озимой пшеницы «Первенец», «Краснодарка», «Новоукраинка 83»
15. Малев, Исаак Михайлович, Герасимов, Сергей Михайлович, инженер-подполковники, Кельзон, Виктор Саулович, Векслер, Григорий Соломонович, инженер-капитаны, — за разработку новой аппаратуры связи
16. Нудельман, Александр Эммануилович, Суранов, Александр Степанович, Рихтер, Арон Абрамович, Лебедев, Георгий Николаевич, Грибков, Порфирий Павлович, Бундин, Михаил Павлович, инженеры ОКБ-16, — за разработку новых авиационных пушек
17. Озерский, Аркадий Соломонович, Лыткин, Иван Иванович, Островский, Владимир Иванович, Нагаев, Павел Викторович, Федотенко, Фёдор Семёнович, н. с. НИААМИ, Калиш, Герман Георгиевич, профессор МВТУ имени Н. Э. Баумана, — за создание нового типа дизель-мотора для тракторов
18. Островцев, Андрей Николаевич, Зигель, Александр Петрович, Гусев Леонид Николаевич, Фиттерман, Борис Михайлович, конструкторы Московского автомобильного завода имени И. В. Сталина, — за разработку конструкций нового легкового автомобиля ЗИС-110
19. Пенкин, Николай Павлович, Нилендер, Роман Алексеевич, Суздальцев, Иван Константинович, Шлыгина, Ираида Александровна, инженеры завода № 632, Меерсон, Григорий Абрамович, профессор МИЦВиЗ, — за разработку и внедрение технологии производства тантала и тантало-ниобиевых сплавов и изделий из них
20. Подопригора, Александр Яковлевич, главный конструктор Лаптевского завода Главуглемаша, — за создание мощных высоконапорных шахтных насосов
21. Пустовойт, Василий Степанович, зав. лабораторией ВНИИМК, — за выведение высокомасличных и заразихоустойчивых сортов подсолнечника, получивших широкое распространение в сельском хозяйстве
22. Трупак, Николай Григорьевич, н. с. ИГДАН, Дорман, Яков Абрамович, нач. конторы спецработ Метростроя, — за коренное усовершенствование метода производства работ по искусственному замораживанию грунтов и широкое внедрение его в практику строительства подземных сооружений
23. Эльберт, Борис Яковлевич, профессор Ростовского НИПЧИ, Гайский, Николай Акимович, профессор Иркутского ГПЧИ, — за разработку метода вакцинных прививок, предохраняющих от заболеваний туляремией

### Третья степень
Сумма вознаграждения — 50 000 рублей. В рамках премии были отмечены 34 изобретения.
1. Ализаде, Али Ашраф Абдул Гусейн оглы, д. ч. АН Азербайджанской ССР, — за создание малогабаритного электроперфоратора для нефтяной промышленности
2. Ангелина, Прасковья Никитична, бригадир тракторной бригады Старо-Бешевской МТС Сталинской области УССР, Бортаковский, Иван Иванович, бригадир тракторной бригады Можаровской МТС Рязанской области, — за коренное усовершенствование методов эксплуатации тракторов и сельскохозяйственных машин, обеспечившее высокую производительность тракторного парка и значительное повышение урожаев колхозных полей районов МТС
3. Астахов, Николай Петрович, Григорьев, Юрий Евгеньевич, Скобелев, Сергей Алексеевич, инженеры треста «ОРГРЭС», Понедилко, Андрей Иванович, инженер Челябэнерго, — за разработку и внедрение методов и устройств для ремонта под напряжением проводов высоковольтных ЛЭП
4. Баскакова, Евдокия Семёновна, звеньевая колхоза «Прогресс» Добринского района Воронежской области, Кругляк, Александра Михайловна, звеньевая колхоза имени XVII Партсъезда Яготинского района Полтавской области, — за внедрение передовых приёмов агротехники, обеспечивших получение рекордных урожаев сахарной свёклы — 1150 и 750 центнеров с гектара
5. Березин, Михаил Евгеньевич, конструктор ЦКБ-14, — за создание новой авиационной пушки
6. Вейнберг, Ихиль Абрамович, Магид, Михаил Иосифович, Зуев, Виктор Тихонович, Хомяков, Фёдор Васильевич, инженеры обувного комбината «Скороход», — за коренное усовершенствование технологии производства обуви, обеспечившее значительное увеличение выпуска продукции, рост производительности труда и снижение себестоимости
7. Габриэлян, Давид Иванович, зам. директора, Бычков, Иван Ильич, Громов, Николай Павлович, Расторгуев, Алексей Андреевич, Грацианов, Юрий Александрович, сотрудники ЦНИИчермет имени И. П. Бардина, — за разработку и внедрение технологии производства специальных магнитных сплавов
8. Далин, Марк Александрович, Маркевич, Семён Миронович, Маркосов, Пётр Иванович, Прокофьева, Татьяна Владимировна, инженеры завода № 438, — за разработку нового метода получения сырья для промышленности синтетического каучука и искусственного жидкого топлива
9. Дробышев, Фёдор Васильевич, профессор ЦНИИГАиК, — за создание новых точных приборов для обработки результатов аэрофотосъёмки
10. Ефремов, Борис Фёдорович, Комарицкий, Иринарх Андреевич, Башкиров, Сергей Дмитриевич, инженеры ОКБП, — за разработку новой конструкции протеза ноги
11. Жахаев, Ибрай, звеньевой колхоза «Кзыл-ту», Ким Ман Сам, бригадир колхоза «Авангард» Чиилийского района Кзыл-Ординской области КССР, — за внедрение передовых приёмов агротехники, обеспечивающих получение на значительных площадях рекордных урожаев риса — свыше 150 центнеров с гектара
12. Иванцов Леонид Михайлович, н. с. ГИЦМ, Мандельштам, Сергей Леонидович, профессор МИС имени И. В. Сталина, Свентицкий, Николай Семёнович, н. с. ГОИ, Смирнов, Василий Филиппович, зав. лабораторией спектрального анализа Московского автомобильного завода имени И. В. Сталина, — за разработку и внедрение аппаратуры для спектрального анализа чёрных и цветных металлов и сплавов
13. Каган, Моисей Яковлевич, Цапко, Иван Михайлович, Добровольский, Серафим Васильевич, н. с. НИИОПК, — за разработку нового метода получения азотосодержащих органических соединений, имеющих важное практическое применение
14. Карякин, Николай Алексеевич, Воропанов, Михаил Васильевич, н. с. ВЭИ, Гаврилин, Владимир Иванович, Малашенко, Фёдор Мартынович, инженеры завода № 701, — за разработку и освоение производства новых прожекторных углей высокой интенсивности
15. Кнунянц, Валентин Богданович, Бобров, Алексей Иванович, инженеры НИИ № 10, — за создание аппаратуры для судовождения
16. Королёв, Фёдор Андреевич, доцент МГУ имени М. В. Ломоносова, Карасёв, Николай Лаврентьевич, инженер-капитан, — за разработку методов и приборов для исследования направленного взрыва
17. Крупенников, Сергей Сергеевич, Каминский, Евсей Шмулевич, Галкин, Иван Семёнович, Цифринович, Александр Зиновьевич, инженеры треста «Стальконструкция», Мамонтов, Пётр Алексеевич, инженер треста «Азовстальстрой», Недужко, Марк Иванович, Маслов, Мариан Фёдорович, инженер монтажно-сварочного треста МСПТИ СССР, — за коренное усовершенствование методов производства строительных работ, обеспечивавшее восстановление доменной печи завода «Азовсталь» и тяжёлых металлических конструкций судостроительного завода имени Андре Марти и завода «Азовсталь»
18. Куратов, Елизар Васильевич, кузнец первого класса ГАЗ имени В. М. Молотова, — за коренную рационализацию методов изготовления поковок автомобильных деталей, обеспечившую высокий рост производительности труда, улучшение качества продукции и значительную экономию горючего
19. Лебедева, Евдокия Нефёдовна, звеньевая колхоза «Комбайн» Сталиногорского района Московской области, — за разработку и применение новых приёмов агротехники и установление в 1944 и 1945 годах мировых рекордов по урожаю капусты — свыше 2 000 центнеров с гектара
20. Левина, Серафима Давыдовна, Гольберт, Кирилл Алексеевич, ст. н. с. ФХИ имени Л. Я. Карпова, Власов, Марк Александрович, Левина, Фаина Борисовна, Траубе, Рафаил Азарович, инженеры комбината № 5 Главвольфрама, — за разработку и внедрение вакуумного метода получения ртути
21. Левкоев, Игорь Иванович, Натансон, Софья Васильевна, Свешников Николай Николаевич, н. с. НИКФИ, — за разработку новой рецептуры для фотоплёнок
22. Мельников, Николай Васильевич, нач. Управления МУП восточных районов СССР, Моргунов, Григорий Максимович, управляющий, Афонин, Михаил Яковлевич, инженер треста «Коркинуголь», Чернегов, Александр Степанович, нач. комбината «Свердловскуголь», Топчиев, Алексей Васильевич, инженер Гипроуглемаша, — за коренные усовершенствования открытых разработок угольных пластов, обеспечившие значительное повышение производительности труда и рост добычи угля
23. Недовес, Павел Иосифович, рабочий старатель золото-платиновой промышленности, — за создание старательских драг и коренное усовершенствование методов добычи золота
24. Нечунаев, Борис Кондратьевич, инструктор стахановских методов работы Бюро технической помощи Гипростроя, Куликов, Андрей Александрович, бригадир каменщиков 4-го строительного треста Ленгорстройуправления, Максименко, Семён Савельевич, каменщик треста «Новосибирскпромстрой», — за рационализацию методов производственной работы и внедрение скоростных методов строительства, обеспечивших значительное повышение производительности труда и сокращение сроков строительства и восстановления зданий и промышленных сооружений
25. Озёрный, Марк Евстафьевич, звеньевой колхоза «Красный партизан» Верхне-Днепровского района Днепропетровской области, Квачахия, Чоколи Ночоевич, бригадир колхоза имени В. И. Ленина Гальского района ГССР, — за внедрение передовых приёмов агротехники, обеспечивших получение в течение ряда лет высоких урожаев кукурузы — свыше 100 центнеров с гектара
26. Петров Александр Владимирович, зав. отделом селекции Московской плодово-ягодной опытной станции, — за выведение новых сортов плодово-ягодных культур, получивших широкое распространение в садоводстве
27. Сажин, Николай Петрович, Дулькина, Ревекка Ароновна, Кроль, Леон Яковлевич, н. с. ГНИИНРМ, — за разработку и внедрение технологии получения висмута высокой чистоты
28. Сарсания, Ксения Павловна, колхозница колхоза «Ингири» Зугдидского района ГССР, — за разработку новых приёмов обработки чайных кустов, обеспечивших получение урожаев чайного листа свыше 11 тонн с гектара
29. Сергиев, Пётр Григорьевич, Бражникова, Мария Георгиевна, Гаузе, Георгий Францевич, н. с. ИМИМПАМН, — за разработку и широкое применение в лечебной практике нового препарата «Советский грамицидин»
30. Стрельчук, Николай Антонович, инженер-подполковник, Корнеев, Юрий Николаевич, инженер-майор, — за разработку рецептуры и аппаратуры для тушения горючих веществ
31. Тихонов, Николай Николаевич, Васильев, Дмитрий Ильич, инженеры ГУ военно-восстановительных работ МПС СССР; Десятник, Александр Спиридонович, инженер завода № 50, — за создание специальных подъёмных кранов, обеспечивших коренное усовершенствование методов установки пролётных строений ж/д мостов
32. Халилеев, Павел Акимович, н. с. Уральского филиала АН СССР, Монгайт, Израиль Самуилович, инженер НИИ № 49, — за разработку новой аппаратуры для обнаружения затонувших кораблей
33. Черноглазов, Константин Алексеевич, инженер-капитан, Нежданов, Борис Алексеевич, инженер СКБ МССП СССР, — за разработку конструкции нового прибора управления стрельбой
34. Шершнев, Александр Александрович, инженер ЦКТИ, — за создание паровых котлов для сжигания фрезерного торфа